# 新宮神社 (高山市)
新宮神社（しんぐうじんじゃ）は、岐阜県高山市新宮町に鎮座する神社。

## 概要
高山市新宮町（旧・大野郡上枝村大字新宮）の産土神社である。
創建時期は不詳。元々は高丘山に本宮が鎮座していたが、二条天皇の治世の頃に現在地に新宮として熊野、新宮、那智の三社を祀り移転したという。後深草天皇の治世の頃に白山神社を合祀する。
1871年（明治4年）に郷社となる。

## 主祭神
- 家都御子神
- 速玉男之神
- 事解之男命

## 相殿
- 菊理姫命
- 伊弉諾尊
- 伊弉冉尊

## 境内社
- 稲荷神[1]
- 豊受大神[1]

## 天然記念物
- 新宮神社の大スギ

樹齢600年から700年と推定されるスギ。1989年（平成元年）10月2日に高山市の天然記念物に指定される。

## その他
神社の裏手には、戦国時代、長瀧寺から白山神社に派遣されていた代官山田紀伊守が築いた畑佐城があった。址は1997年（平成9年）5月21日に高山市の史跡に指定されている。